# Погонич таїтійський
Погонич таїтійський (Zapornia nigra) — вимерлий вид журавлеподібних птахів родини пастушкових (Rallidae). Він був ендеміком острова Таїті у Тихому океані. Вид відомий з двох ілюстрацій: однієї — Георга Форстера з другої подорожі Кука (1772—1775), а другої — Джона Міллера 1784 року. Ймовірно, він вимер приблизно в 1800 році від інтродукованих ссавців.